# Johan Van Cauwenberge
Johan Van Cauwenberge (Geraardsbergen, 1949) is een Vlaams radioregisseur, radiopresentator, dichter, publicist, kunstcriticus en plastisch kunstenaar. Verscheidene van zijn dichtwerken werden vertaald in het Engels, Frans, Italiaans, Catalaans en Arabisch... Hij werkt voor radiozender Klara.

## Biografie
Van Cauwenberge werkte sinds 1974 als regisseur, presentator, samensteller en cultureel redacteur voor de klassieke muziekzender BRT 3, later Klara. Hij presenteerde er onder meer het ikonische programma  Musica Antiqua van 1975 tot 1989. Later"Meesterwerk", waarin experts verschillende uitvoeringen van één klassiek muziekstuk vergelijken. Was de eerste presentator van het eerste kunstenprogramma op Radio 3: De Kunstberg van 1989 tot 1997. Daarnaast werkte hij ook mee aan de kunstprogramma's "Babel", "The Bach Code" en "Het Pak van Sjaalman".
In 2014 werkte Van Cauwenberge mee aan de zesdelige historische radiodocumentairereeks "Opus 14-18" rond de Eerste Wereldoorlog, waarvan ook een boek is uitgebracht.
Van Cauwenberge staat bekend als een groot kenner van Dante Alighieri. Zijn zoon is striptekenaar en cartoonist Conz.